# Бетенивил
Бетенивил (фр. Bétheniville) насеље је и општина у североисточној Француској у региону Шампањ-Арден, у департману Марна која припада префектури Ремс.
По подацима из 2011. године у општини је живело 1.197 становника, а густина насељености је износила 67,47 становника/km². Општина се простире на површини од 17,74 km². Налази се на средњој надморској висини од 100 метара.

## Демографија
| 1962. | 1968. | 1975. | 1982. | 1990. | 1999. | 2011. |
| ----- | ----- | ----- | ----- | ----- | ----- | ----- |
| 710   | 773   | 727   | 803   | 843   | 851   | 1.197 |

График промене броја становника у току последњих година